# This Time (Monika Linkytė és Vaidas Baumila-dal)
A This Time (magyarul: Ezúttal) a litván Monika Linkytė és Vaidas Baumila dala, mellyel Litvániát képviselték a 2015-ös Eurovíziós Dalfesztiválon, Bécsben. A dal az LRT által szervezett nemzeti döntőben nyerte el az eurovíziós indulás jogát 2015. február 21-én.

## Eurovíziós Dalfesztivál
A dalt az Eurovíziós Dalfesztiválon először a május 21-i második elődöntőben adták elő, fellépési sorrendben elsőként az Írországot képviselő Molly Sterling Playing with Numbers című dala előtt. Az elődöntőből a hetedik helyen jutottak tovább a május 23-i döntőbe, ahol fellépési sorrendben hetedikként léptek fel az Örményországot képviselő Genealogy Face the Shadow című dala után, és a Szerbiát képviselő Bojana Stamenov Beauty Never Lies című dala előtt. A pontozás során a tizennyolcadik helyen végeztek 30 ponttal.
A következő litván induló a Donny Montell I’ve Been Waiting for This Night című dala volt a 2016-os Eurovíziós Dalfesztiválon.